# Apolonia Litwińska
Apolonia Litwińska, z domu Osikowicz (ur. 25 lipca 1928 we wsi Załuże, zm. 20 stycznia 2021 we Wrocławiu) – polska szachistka.

## Kariera szachowa
W latach 50. i 60. należała do czołówki polskich szachistek. W 1950 r. zadebiutowała w Toruniu w finale mistrzostw Polski kobiet, zajmując VII miejsce. Rok później zdobyła swój pierwszy medal mistrzostw kraju, zajmując w Częstochowie III miejsce. Kolejny medal wywalczyła w 1952 r., dzieląc w finale rozegranym w Krynicy I-II miejsce. W meczu barażowym w Poznaniu uległa 1½ – 4½ Krystynie Hołuj i zdobyła tytuł wicemistrzyni kraju. Do 1982 r. w finałowych turniejach wystąpiła łącznie 19 razy, największy sukces odnosząc w 1961 r. we Wrocławiu, gdzie wywalczyła tytuł mistrzyni Polski, reprezentując sekcję szachową Górnika Wałbrzych. Czwarty medal – brązowy – zdobyła w 1969 r. w Poznaniu. W swoim dorobku posiada również tytuł drużynowej wicemistrzyni Polski, który zdobyła w 1953 r. w Katowicach, w barwach klubu „Kolejarz Kraków”.
Posiada tytuł mistrzyni krajowej, który otrzymała w 1953 roku. W latach 1976–1991 notowana była na światowej liście rankingowej, najwyższą punktację (2005 pkt) osiągając 1 stycznia 1987 roku.